# Un cadeau inattendu
Pour plus de détails, voir Fiche technique et Distribution.
Un cadeau inattendu (Foster) est une comédie dramatique britannique écrite et réalisée par Jonathan Newman, sortie en 2011. Il s'agit de l'adaptation de son court-métrage Foster projeté en 2005.

## Synopsis
Zooey et Alec traversent une crise, à la suite de la perte d'un enfant. N'arrivant plus à avoir d'enfants, ils songent à adopter et vont vers un foyer d'accueil où ils rencontreront Eli, un petit garçon de sept ans très spécial. Un beau jour, ce dernier arrive chez eux, devant la porte avec sa valise en leur disant que leur demande a été acceptée. Commence alors une nouvelle vie de famille, plutôt difficile…

## Fiche technique
- Titre original : Foster
- Titre français : Un cadeau inattendu
- Réalisation : Jonathan Newman
- Scénario : Jonathan Newman, d'après son propre scénario du court-métrage Foster (2005)
- Direction artistique : James Lewis
- Décors : Hauke Richter
- Costumes : Annie Hardinge
- Photographie : Dirk Nel
- Montage : Eddie Hamilton
- Musique : Mark Thomas
- Production : Deepak Nayar ; Alice Dawson (coproductrice) ; Hale Coughlin et David Mutch (délégués)
- Sociétés de production : Reliance Big Pictures et Starlight Films ; Bent Nail Productions, Kintop Pictures et Serendipity Films (associées)
- Société de distribution : SC Films
- Pays d'origine :  Royaume-Uni
- Langue originale : anglais
- Format : couleur
- Genre : comédie dramatique
- Durée : 90 minutes
- Dates de sortie :
  - Royaume-Uni : 28 juillet 2011 (London UK Film Focus) ; 5 novembre 2012 (nationale)
  - France : 1er juin 2013 sur M6 (avant-première télévisuelle)

## Distribution
- Toni Collette (VF : Sophie Planet) : Zooey
- Ioan Gruffudd (VF : Jean-Pierre Leblan) : Alec
- Maurice Cole (VF : Pauline Guimard) : Eli
- Richard E. Grant (VF : Yann Pichon) : M. Potts
- Hayley Mills (VF : Pascale Chemin) : Mlle Lange
- Anne Reid (VF : France Gaillac) : Diane
- Daisy Beaumont : Sarah
- Bobby Smalldridge : Samuel
- Tim Beckmann (VF : Adrien Solis) : Jim
- Barry Jackson (en) (VF : Matthieu Rivolier) : Tom Jenkins

## Production

### Genèse et développement
Le court-métrage Foster de dix minutes, avec Tim Beckmann, Samantha Coughlan, Macy Nyman, Preston Nyman et John Schwab, est projeté en avant-première le 5 juin 2005 à Londres et, dans la même année, récolte des récompenses, dont ceux du meilleur film, du meilleur acteur pour Preston Nyman, du meilleur scénario ainsi que le grand prix spécial au Festival international du film de Braga (Bragacine - Festival Internacional de Cinema Independente de Braga) au Portugal. Il est également diffusé en 2007 à la télévision sur HBO et sur BBC, d'où la révélation de Peter Farrelly, l'un des fameux frères Farrelly, qui téléphone au réalisateur Jonathan Newman pour travailler ensemble sur cette adaptation en version longue.

### Tournage

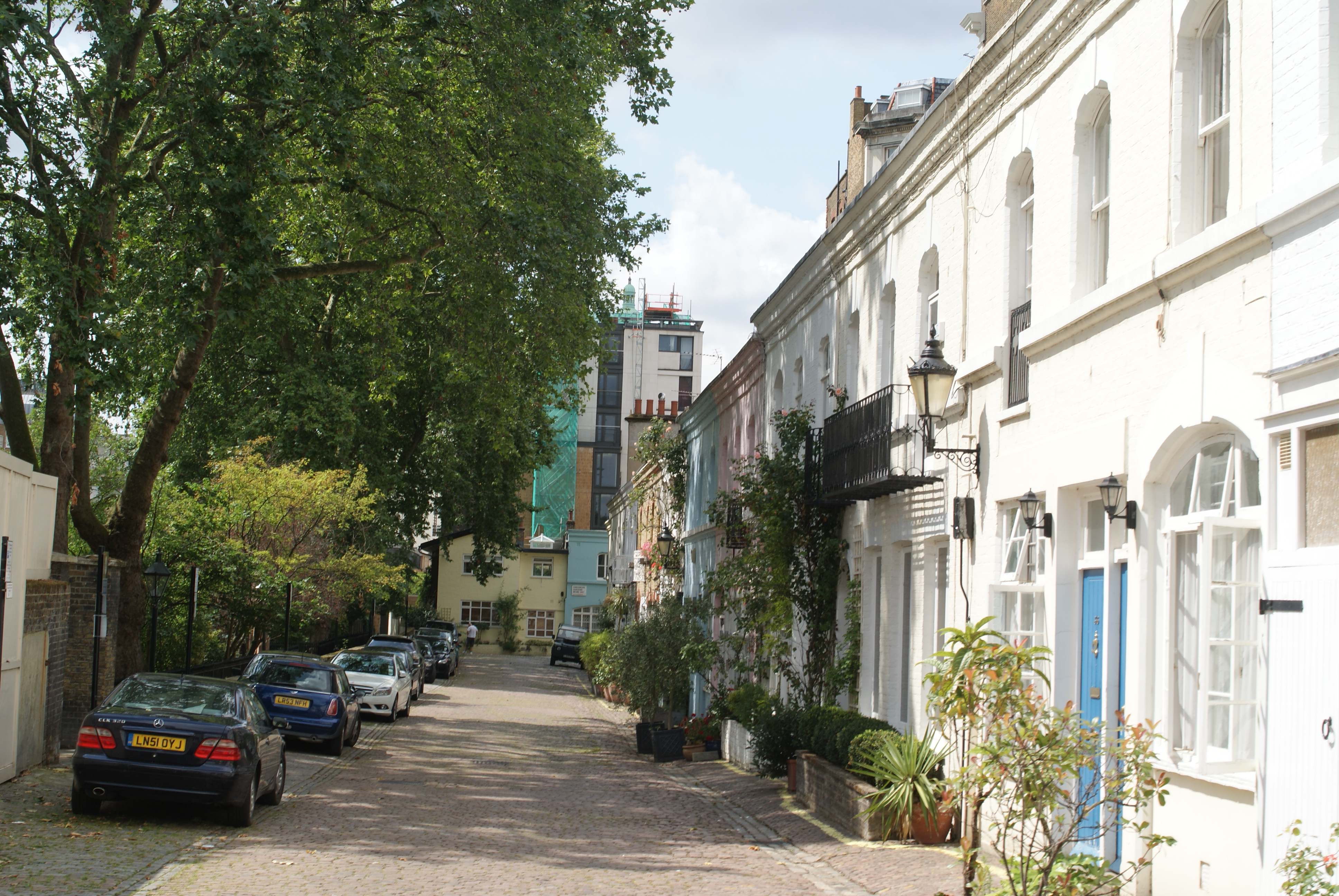
Les Ennismore Gardens Mews, à Londres.

Le tournage débute en avril 2010 à Londres pour six semaines, très précisément dans le quartier Knightsbridge où se trouve la maison du couple d'Ennismore Gardens, et à Windsor, d'où le parc d'attractions Legoland Windsor dans le Berkshire.

## Accueil

### Sortie internationale
Ce long-métrage sort en avant-première mondiale le 28 juillet 2011  au festival London UK Film Focus, avant sa sortie nationale à partir du 5 novembre 2012 au Royaume-Uni.
Il reste cependant inédit en France jusqu'à la première diffusion sur M6, le 1er juin 2013, et la distribution en DVD et Blu-ray, dès le 11 août 2016.

## Distinctions
Récompense
- Festival international du film de Rhode Island 2013 : Grand prix du meilleur film

Nomination
- London UK Film Focus 2011 : « Official selection »